# Inedia
Inedia is het zogenaamde menselijk vermogen om zonder voedsel te leven. Er zijn nooit bewijzen gevonden dat dit inderdaad kan. Het is in strijd met wetenschappelijke inzichten. Wie het toch probeert kan ondervoed en uitgedroogd raken en schade aan zijn ogen oplopen. In het verleden zijn er doden bij gevallen.
Een verwant idee is “breatharianism” (“breath” is Engels voor “adem”): aanhangers daarvan beweren dat voedsel, en misschien zelfs water, niet nodig zijn om het lichaam te onderhouden; men zou zich uitsluitend kunnen voeden met prana (de levenskracht uit het hindoeïsme), terwijl sommigen ook beweren dat het zonlicht voldoende is. In het Nederlands wordt veelal de term lichtvoeding gebruikt.
De termen “breatharianism” en “inedia” kunnen ook verwijzen naar een leefwijze die op deze filosofie is gebaseerd, en in de plaats komt van het normale dieet.
Hoewel deze leefwijze dikwijls wordt beschouwd als een esoterische praktijk, nageleefd door oosterse asceten, presenteren bepaalde groepen, zoals de Breatharian Institute of America, de praktijk als mogelijkheid voor iedereen, mits de juiste technieken bekend zijn.

## Afwijzing
Op grond van de huidige wetenschappelijke theorieën omtrent de voeding, en op grond van het gezond verstand, moet worden benadrukt dat iemand die deze leefwijze volgt, op den duur zal sterven door ondervoeding of uitdroging. Breatharians, zoals de aanhangers zich noemen, onderwerpen zich zelden aan medisch onderzoek; er bestaat geen bewijs dat hun beweringen gegrond zijn.
De Amerikaan James Randi, die er zijn levenswerk van heeft gemaakt om theorieën uit de pseudo-wetenschap te ontzenuwen, zegt over het breatharianisme:
Er zijn beweringen die veel te onaannemelijk zijn om serieus te worden onderzocht, zoals de breathariaanse beweringen waarbij de kandidaat stelt dat hij zonder voedsel en water kan leven. De wetenschap reikt ons onomstotelijk alle gegevens aan die we voor zulke zaken nodig hebben; de James Randi Educational Foundation [de stichting van Randi] acht zich niet geroepen kandidaten aan zulke waanideeën bloot te stellen.

## Jasmuheen
In de jaren 1990 was de beroemdste voorvechtster van het breatharianisme waarschijnlijk Jasmuheen (werkelijke naam, Ellen Greve). Zij beweerde:
Ik kan maandenlang leven op niets anders dan een kop thee. Mijn lichaam draait op een ander soort voeding.
Diverse interviewers constateerden dat zij volop voedsel in huis had, maar dat, beweerde zij, was voor haar man. In 1999 stemde zij erin toe om onder strenge controle van het Australische programma 60 Minutes haar methode te demonstreren en een week lang niet te eten. Dit mislukte —naar Greve beweerde doordat zij de eerste dag van het onderzoek in een hotelkamer aan een drukke weg verbleef; stress en milieuverontreiniging, zei zij, beletten haar de benodigde voedingsstoffen uit de lucht op te nemen. "Ik heb om frisse lucht gevraagd. Zeventig procent van mijn voedingsstoffen komt uit frisse lucht. Ik kon niet eens ademhalen”, zei zij.
Op de derde dag werd de test verlegd naar een bergachtig gebied, waar zij volop frisse lucht kon opnemen en tevreden kon leven. Toen Greve vier dagen had gevast, deed de voorzitter van de afdeling Queensland van het Australisch Medisch Genootschap, Dr Berris Wink, een beroep op haar om het onderzoek af te breken. Volgens de arts waren Greves pupillen verwijd, sprak zij langzaam en was zij “sterk uitgedroogd, waarschijnlijk meer dan 10%, bijna 11%”. Haar hartslag, zo zei hij, was
aan het eind van de test ongeveer tweemaal zo snel als toen ze begon. Als ze doorgaat, loopt ze het risico dat haar nieren uitvallen. 60 Minutes zou aansprakelijk zijn als het haar ertoe aanzette door te gaan. Ze moet nu ophouden.
Het onderzoek werd stopgezet. Dr Wink:
Helaas zouden een paar mensen haar beweringen kunnen geloven, al zijn dat er vast maar weinig; toch vind ik het erg onverantwoordelijk dat iemand probeert mensen tot iets te bewegen dat zo schadelijk is voor de gezondheid.
Greve bestreed de uitkomsten van het onderzoek met de woorden “Hoor eens, zesduizend mensen over de hele wereld hebben dit gedaan; zonder problemen”. Ook al heeft zij duizenden volgelingen, vooral in Duitsland, toch bestaat er geen bewijs dat ook maar één hunner langere tijd geheel zonder voedsel heeft geleefd.
De Australian Skeptics verleenden Jasmuheen in 2000 de Bent Spoon Award (een prijs voor charlatans) “voor degene die de belachelijkste paranormale of pseudowetenschappelijke onzin heeft uitgekraamd” Tevens won ze in 2000 de IgNobel Prijs voor de Literatuur vanwege haar prestatie om “van het Licht te Leven”. Zelf beweert Jasmuheen dat het geloof van haar en de haren is gebaseerd op de geschriften en “recenter materiaal, langs mediamieke weg verkregen”, van de Graaf van St. Germain. Zij beweert dat haar DNA zich van twee naar twaalf ketens heeft uitgebreid, teneinde “meer zuurstof op te nemen”. Toen ze $30.000 kreeg aangeboden als ze om dit te bewijzen een bloedtest wilde ondergaan, zei ze dat ze het belang daarvan niet inzag.

### Sterfgevallen
Drie sterfgevallen hebben volop de publiciteit gehaald. Door het overlijden van Verity Linn (een 49-jarige Schotse van Australische afkomst), Timo Degen (een 31-jarige kleuteronderwijzer uit München) en Lani Marcia Roslyn Morris (53 jaar, uit Melbourne), die probeerden het breathariaanse “dieet” te gaan volgen, is het idee nog meer onder vuur komen te liggen. De 63-jarige Jim Vadim Pesnak en zijn vrouw Eugenia (60) kregen drie jaar cel vanwege hun betrokkenheid bij de dood van Lani Morris. Verity Linn, de Schotse die stierf door te kiezen voor het breathariaanse “dieet”, was kandidaat voor de Darwinprijs 1999. Het artikel meldt dat zij “de Highlands introk met alleen maar een tent, en met haar kranigheid en vastberadenheid”. Zij stierf aan onderkoeling en uitdroging, en haar toestand was nog verergerd door voedselgebrek. Jasmuheen beweerde dat dit sterfgeval was veroorzaakt door een geestelijk-psychisch probleem en geen fysiologische oorzaak had.
Jasmuheen ontkende iedere betrokkenheid bij de drie sterfgevallen, en stelt dat zij niet verantwoordelijk is voor de handelwijze van haar volgelingen. Over de dood van Lani Morris zei zij dat Morris misschien “niet op een basis van integriteit leefde en niet over de juiste motivatie beschikte”.

## Wiley Brooks
Wiley Brooks is naar eigen zeggen breathariaan, en is oprichter van het Breatharian Institute of America. Hij beweert al dertig jaar breathariaan te zijn, en heeft twintig jaar cursussen gegeven over de leefwijze. De laatste jaren geeft hij geen les meer, hetgeen hem de gelegenheid geeft “honderd procent van zijn tijd aan de vraag te besteden waarom hij een bepaald soort voeding nodig had om zijn fysieke lichaam in leven te houden; en teneinde zijn 'lichte lichaam' zich geheel te laten manifesteren”.
Hier waren, door de jaren heen, vele controversen aan voorafgegaan. In 1983 werd hij betrapt toen hij uit een restaurant kwam, waar hij fast food had ingeslagen. Het blad Colors tekende uit zijn mond op dat hij het vasten van tijd tot tijd onderbreekt met een Big Mac en een cola. Hij verklaarde dat overal om hem heen de wegwerpcultuur en het slechte voedsel domineerden, en dat het gebruiken van fast food hem in evenwicht hield.

## Hira Ratan Manek
Hira Ratan Manek (geboren op 12 september 1937) beweert dat hij vanaf 18 juni 1995 uitsluitend leeft op water, en soms op thee, koffie en karnemelk. Hij zegt dat het licht van de zon de sleutel vormt tot zijn gezondheid. Daarbij noemt hij als inspiratiebronnen de jainist Tirthankara Mahavira, de oude Egyptenaren, de oude Grieken en de Indianen.
Volgens zijn website hebben wetenschappelijke en medische teams tot driemaal toe toezicht gehouden toen hij een langdurige vastenperiode hield. De eerste, in 1995–'96 in het Indiase Kozhikode en onder leiding van Dr C.K. Ramachandran, duurde 211 dagen. De tweede, in 2000–'01 in het Indiase Ahmedabad duurde 411 dagen en stond onder supervisie van een eenentwintigkoppig team van artsen en wetenschappers onder Dr Sudhir Shah en de waarnemend voorzitter van de Indiase Maatschappij voor Geneeskunde, Dr K.K. Shah. Dr Sudir Shah kreeg van een groep met de naam Light Network een prijs voor zijn onderzoeksverslag. Het derde onderzoek duurde 130 dagen; het vond plaats aan de Thomas Jefferson Universiteit en de Universiteit van Pennsylvania in Philadelphia, en stond onder leiding van Dr Andrew Newberg and Dr George Brenard. Dr.Andrew Newberg zegt hier desgevraagd echter over dat er geen sprake was van het 130 dagen toezicht houden op een vastenperiode. In een reactie zegt hij "The only thing I ever did was a functional brain scan during meditation but never published or reported any of that data."

## Prahlad Jani
De fakir Prahlad Jani werd in 2003 in Ahmedabad tien dagen lang nauwgezet door artsen geobserveerd. Tijdens deze observatie kreeg hij dagelijks slechts 100 milliliter water om zijn mond te spoelen; dit werd vervolgens weer opgevangen en gemeten, om uit te sluiten dat hij er iets van had geconsumeerd. Tijdens de gehele observatieperiode scheidde hij geen urine of ontlasting uit, maar volgens de artsen leek er zich in zijn blaas wel urine te vormen, die weer werd geabsorbeerd. Jani mocht dan wel beweren dat hij decennialang zonder voedsel had geleefd, maar hij verrichtte tijdens de observatieperiode geen inspannende lichamelijke arbeid en er is niets bekend van langere perioden onder gelijksoortig strenge observatie. Voorts vertoonde zijn lichaamsgewicht in de loop van de tien dagen wel degelijk een lichte daling, hetgeen enige twijfel doet rijzen aan zijn bewering dat hij onbepaalde tijd zonder voedsel zou kunnen leven. Opgemerkt dient echter te worden dat het op zichzelf al uitzonderlijk is als iemand tien dagen lang niets drinkt en geen urine uitscheidt. Jani beweert dat een godin hem in stand houdt door middel van nectar, die naar binnen sijpelt door een opening in zijn verhemelte. De sceptische groep de Indian Rationalists noemt hem een “dorpsbedrieger”.

## Dharma Sangha (Ram Bahadur Bomjan)
Ram Bahadur Bomjan, tegenwoordig bekend als Dharma Sangha uit Zuid Nepal, heeft volgens eigen opgave sinds mei 2005 - hij was toen net 15 - geleefd zonder eten, drinken en onderdak. In de zes jaar die sindsdien zijn verstreken heeft niemand hem ooit zien eten, drinken of liggen. Hij is vrijwel permanent in meditatie, zittend op een blok beton. Twee of drie jaar na het begin van zijn meditatie verklaarde hij de noodzaak om te eten en drinken geheel te hebben overwonnen.
In maart 2006 zou hij 96 uur continu zijn gefilmd door de commerciële televisiezender Discovery Channel, 's nachts met infrarood, als onderdeel van de documentaire "The Boy with Divine Power". De documentaire is te zien op YouTube.
Vier dagen vasten is echter geen bewijs van de claim van inedia, voor altijd zonder eten te kunnen.

## Yan Xin
De Chinees Dr. Yan Xin, beoefenaar van Chi Kung en andere esoterische praktijken, beweert mét enkele volgelingen dat zij maanden, zelfs jaren hebben geleefd zonder te eten. Hiervoor bestaat echter geen enkel bewijs.

## Brahman Menor
De Nederlandse ex-bodybuilder Brahman Menor (geboortenaam Wim)(1967) leeft naar eigen zeggen sinds 2018 zonder voeding of drinken. Ook slaap heeft hij sinds die tijd nauwelijks nodig en zijn lichaamsgewicht is op een gezonde waarde gestabiliseerd. Hij noemt dit Pranic Living ofwel leven van vrije energie. Hij deelt graag hoe het werkt en weet heel goed uit te leggen hoe het werkt. Hij legt uit dat de lichaamscellen hun energie zijn halen uit Prana in plaats vanuit de voedingsstoffen vanuit het bloed; er is dus  sprake van een extreem lage metabolisme. Hij geeft lessen om over te schakelen op deze manier van leven en wijst op het gevaar niet zomaar te beginnen met stoppen van voeding en innemen van drinken. Zelf heeft hij er dertien jaar met voeding lopen experimenteren en merkte dat voeding heel slecht bij hem viel voordat hij tot het punt kwam dat hij wilde overschakeling naar Prana. De transformatie is niet minder en minder gaan eten maar je lichaam werkelijk op cellulair niveau te laten omschakelen. Het duur ca 1  jaar om over te gaan op alleen energetische voeding uit Prana. Hij heeft de afgelopen jaren tienduizenden mensen geholpen om te helen en van prana te gaan leven. Er zijn al meer dan 20.000 mensen die op deze wijze leven en niet of soms om sociale redenen iets eten en drinken. Omdat velen dit individueel doen en daar geen ruchtbaarheid aan willen geven, is het moeilijk vast te stellen hoeveel individuen werkelijk van Prana zouden leven. Vanuit de wetenschap wordt negatieve kritiek geleverd op deze levenswijze, omdat het volgens de huidige wetenschappelijke inzichten niet zou kunnen alleen ‘van de lucht’ te leven.

Brahman geeft echter nadrukkelijk in zijn interviews aan, dat het onthouden van voeding en drinken geen doel op zichzelf is, maar dat het een onderdeel van zijn levensstijl vormt. Hij geeft ook in deze gesprekken aan open te staan voor wetenschappelijk onderzoek om er achter te komen hoe de werking van Prana wordt bewerkstelligd. In zijn boek Pranic Living legt hij de methode, die hij heeft ontwikkeld, uit.

## Religieuze inedia-tradities

### Rooms-katholicisme
Ook het Katholicisme kent een soort inedia-traditie. Naar wordt beweerd, konden heiligen maanden- of jarenlang leven zonder voedsel, of met de Communie als enige voeding, in een extreem geval zelfs 53 jaar lang. Dit zou echter worden gezien als een speciale genade, en niet iets dat zomaar elke gelovige kan.

### Hindoeïsme
Paramahansa Yogananda's Autobiografie van een yogi beschrijft twee voorbeelden (die waar gebeurd zouden zijn) van breatharianisme: Giri Bala en de niet-hindoeïstische Therese Neumann.

### Boeddhisme
In 2005 kwam de 15-jarige Nepalees Ram Bahadur Bomjon in het nieuws. Onder de aangenomen naam Paldhan Dorji zat hij maandenlang onder een vijgenboom zonder voedsel tot zich te nemen. Probleem was alleen, zoals een journalist ontdekte, dat er 's nachts een scherm voor deze "boeddha-incarnatie" werd geplaatst; wat zich dan daarachter afspeelde, viel niet te controleren. Op 11 maart 2006 verdween Bahadur zonder een spoor achter te laten, maar op 24 december 2006 werd hij, volgens persberichten, wederom gesignaleerd.

## Andere verklaringen
Bestrijders van pseudowetenschap verklaren dit verschijnsel wel als simpel boerenbedrog, maar ook als een variant op het slaapwandelen. Wandelen is de meest voorkomende activiteit tijdens de slaap, maar ook is bekend dat activiteiten zoals eten, zich aankleden of zelfs autorijden plaatsvinden terwijl het subject formeel slaapt. Het is heel goed mogelijk dat mensen in hun slaap gegeten en gedronken hebben, maar dit slechts ontkennen omdat zij het zich later niet herinneren.